# Städtische Werke (Kassel)
Die Städtische Werke AG mit Sitz in Kassel ist ein lokales Energieversorgungsunternehmen und versorgt die Einwohner und Unternehmen in der Stadt Kassel mit Gas, Strom und Fernwärme. Das Unternehmen bietet Tarifkunden die Gas- und Stromversorgung bundesweit an.
Die Städtische Werke AG ist ein Tochterunternehmen der Kasseler Verkehrs- und Versorgungs-GmbH, die 75,1 % des Kapitals hält. Die restlichen 24,9 % hält die Thüga, die diesen Anteil im Dezember 2010 von Vattenfall übernommen hat. Des Weiteren betreiben die Städtischen Werke im Auftrag der Stadt Kassel zwei Hallen- und zwei Freibäder, die 2017 von 580.832 Besuchern genutzt wurden. Dabei entfielen knapp 70.000 Besucher auf das sanierte Freibad Wilhelmshöhe.

## Geschäftszahlen
2017 wurde ein Umsatzerlös von über 438,1 Millionen Euro erwirtschaftet. Der Umsatz resultiert aus den Absatz von 813,4 GWh Strom und 2.852,2 GWh Gas (inkl. Weiterverteiler). Zum 1. Januar 2011 wurde die gesellschaftsrechtliche Trennung von Vertrieb und Netz vollzogen. Damit verbleiben der Betrieb der Schwimmbäder und der Vertrieb von Strom und Gas bei der Mutter Städtische Werke AG, während die gegründete Gesellschaft Städtische Werke Netz + Service GmbH für die technische Betriebsführung der Strom-, Gas- und Wassernetze, die Wassergewinnung, die Straßenbeleuchtung und die Telekommunikation verantwortlich ist.
Seit dem 1. Januar 2013 firmiert die Kasseler Fernwärme GmbH (KFW) unter dem Namen Städtische Werke Energie + Wärme GmbH. Sie stellt somit eine weitere Tochter dar.
Erklärtes Ziel des Unternehmens ist 80 Prozent des in Kassel benötigten Strom mit Hilfe von eigenen Anlagen zu produzieren. Dabei liegt der Fokus auf der Erzeugung aus regenerativen Quellen.
| Unternehmen                                                   | Beteiligung [%] |
| ------------------------------------------------------------- | --------------- |
| Biogas Müritz GmbH & Co. KG                                   | 62,5            |
| Biogas Müritz Verwaltungs- und Beteiligungsgesellschaft mbH   | 50,0            |
| EAM Energie GmbH                                              | 50,0            |
| Fulda-Eder-Energie GmbH & Co. KG                              | 40,0            |
| Gas-Union GmbH, Frankfurt/Main                                | 9,2             |
| Gemeindewerk Kaufungen GmbH & Co. KG                          | 74,9            |
| Karbener Biogas GmbH & Co. KG                                 | 32,8            |
| Karbener Biogas Verwaltungs- und Beteiligungsgesellschaft mbH | 33,3            |
| Kellerwald Biogas GmbH & Co. KG                               | 29,4            |
| Schwälmer Biogas Verwaltungs- und Beteiligungs GmbH           | 50,0            |
| Schwälmer Biogas GmbH & Co. KG                                | 40,0            |
| Stadtwerke Großalmerode GmbH & Co. KG                         | 74,9            |
| Stadtwerke Sangerhausen GmbH                                  | 25,1            |
| Städtische Werke Energie + Wärme GmbH                         | 94,9            |
| Städtische Werke Netz + Service GmbH                          | 100,0           |
| SUN – Stadtwerke Union Nordhessen GmbH & Co. KG               | 67,0            |
| SUN – Stadtwerke Union Nordhessen Verwaltungs GmbH            | 67,0            |
| SUN Windpark Kreuzstein GmbH & Co. KG                         | 37,0            |
| SUN Windpark Kreuzstein Verwaltungs-GmbH                      | 37,0            |
| Thüga Erneuerbare Energien GmbH                               | 5,0             |
| Windenergie Kassel Verwaltungs-GmbH                           | 100,0           |
| Windpark Rohrberg GmbH & Co. KG                               | 25,1            |
| Windpark Söhrewald/Niestetal GmbH & Co. KG                    | 25,2            |
| Windpark Stiftswald GmbH & Co. KG                             | 33,0            |

## Produkte

### Strom
Die Städtische Werke AG versorgt alle Tarifkunden in Kassel und bundesweit mit dem Produkt „Naturstrom“, der aus skandinavischer Wasserkraft gewonnen wird. Die zugekauften Stromkontingente sind durch GoO-Zertifikate abgesichert. Zusatzkosten entstehen dem Kunden dadurch nicht. Nach Aussagen des Unternehmens wird es von Stromproduzenten in Norwegen mittels physischer Lieferung versorgt. 2012 wurde das Produkt Naturstrom als Ökostrom vom TÜV Nord Cert GmbH zertifiziert. Seit 2015 tritt als Zertifizierer der TÜV Rheinland auf. Als Zertifizierungsgrundlage dient der Standard des VdTÜV, der die Vorkettenbetrachtung mit einbezieht. Die Emissionen der Vorkette wurde in einem indischen Projekt neutralisiert.

### Gas
Neben dem klimaneutralen Stromprodukt versorgt das Unternehmen seit dem 1. Januar 2010 alle Tarifkunden mit klimafreundlichem Erdgas. Die Verbrennung des Produktes „Naturgas“ wird durch Investitionen in UNFCCC-zertifizierte Klimaschutzprojekte CO2-neutral gestellt. Auch hier wurden die Investitionskosten nicht auf die Kunden umgelegt. In folgende Projekte wurde investiert:
- Wasserkraft Nordindien[12]
- Wasserkraft Brasilien - BAESA Projekt (UHE Barra Grande)[13]

Die klimaneutrale Gasverbrennung des Produktes Naturgas wurde ab 2012 von der TÜV Nord Cert GmbH bestätigt. Wie auch bei Strom fand 2015 ein Wechsel zum TÜV Rheinland als Zertifizierer statt. Die Ökogaszertifizierung ist beim TÜV Rheinland hinterlegt.

### Biogas
Bis zum Jahr 2012 lag der Investitionsschwerpunkt des Unternehmens auf dem Ausbau von Biogasanlagen. Zusammen mit landwirtschaftlichen Partnern werden Biogasanlagen Homberg (Efze) und Willingshausen betrieben. In beiden Anlagen wird genug Energie erzeugt, um ca. 4.000 Haushalte mit Strom und ca. 1.000 Haushalte mit Wärme zu versorgen. Gesetzliche Rahmenbedingungen zwingen die Betreiber der Biogasanlagen seit 2014 nun, Rohstoffoptimierungen vorzunehmen bzw. alternative Biomasse einzusetzen. Für die kommenden Jahre liegen nun die Schwerpunkte auf der Entwicklung lokaler regenerativer Versorgungskonzepte sowie der Vermarktung dezentraler, bedarfsgerechter Stromerzeugung aus gasförmiger Biomasse und den Einsatz von biologischen Reststoffen.

### Windkraft
Die Städtische Werke AG konzentriert sich auf Planung, Bau und Betrieb von Windenergieanlagen (WEA) in Beteiligung mit Gemeinden, Kommunen, Bürgerenergiegenossenschaften und anderen Stadtwerken. Seit 2012 ist das Unternehmen bestrebt, den Ausbau der Erneuerbaren Energien zu forcieren. 2014 gingen zwei Windparks in Niestetal und Söhrewald in Betrieb, die eine Nennleistung von 16,1 MW aufweisen. Vor Inbetriebnahme der Windparks wurden im Windpark „Warpel“ ein 100 m hoher Windmessmast gestellt, der mit Hilfe von sechs Messgeräten im 24-Stunden-Betrieb Daten erfasst. Die Windparks in Niestetal und Söhrewald erzeugen mit Hilfe von sieben Windenergieanlagen der 2,3-Megawatt-Klasse 43.000 Megawattstunden pro Jahr. In Summe versorgen die sieben Anlagen mit einer Gesamtleistung von 21 MW rechnerisch 17.000 Haushalte mit Strom. Zum 28. Februar 2014 übertrug die STW das Windparkprojekt auf die WSN. Neue Gesellschafter sind die drei Bürgerenergiegenossenschaften Kassel & Söhre, Niestetal und Kaufunger Wald, die Stadtwerke Eschwege, Witzenhausen und Bad Sooden-Allendorf sowie die Gemeinde Lohfelden. Die fünf Windkraftanlagen am Standort Söhrewald speisen direkt in das Kasseler Netz ein, die beiden Anlagen am Standort Sandershäuser Berg ins Niestetaler Netz. Seit September 2015 sind 74,8 Prozent der Gesellschaftsanteile im Besitz von 10 verschiedenen Anteilseignern.
2015 begannen die Bauarbeiten im Stiftswald bei Kaufungen. Neun Windenergieanlagen mit einer installierten Leistung von 27 MW werden ca. 26.000 Haushalte mit einem Jahresbedarf von 80 Mio. kWh Strom versorgen. Der Windpark wurde Ende 2015 in Betrieb genommen. Inzwischen halten nordhessische Anteilseigener 67 Prozent der Gesellschaftsanteile.
Ebenfalls 2015 speiste der Windpark Rohrberg mit fünf Anlagen mit insgesamt 15 MW installierter Leistung in das eigens errichtete Umspannwerk Stiftswald ein. Geplant ist eine jährliche Erzeugung von 41 Mio. kWh für ca. 14.000 Haushalte. Seit 2016 halten neuen Gesellschafter (vier Bürgerenergiegenossenschaften, drei Stadtwerke und ein Kommunalwerk 74,9 Prozent der Gesellschaftsanteile).
Im dritten Quartal ging der mit der SUN geplante Windpark "Kreustein"ans Netz. In den kommenden Jahren ist die Inbetriebnahme des SUN-Windparks "Steinberg" anvisiert. Er wird mit vier WEA ausgestattet sein.
Eine Übersicht über die Aktivitäten des Unternehmens in Kooperation mit anderen Stadtwerken ist auf den Webseiten der SUN zu finden. Alle Windparks speisen, soweit möglich, in das Kasseler Netz ein. Die Betriebsführung bleibt bei der Städtische Werke AG.
Über das Umspannwerk Stiftswald, das mit dem Umspannwerk Bergshausen verbunden ist, speisen die Windparks Stiftswald, Rohrberg und Kreuzstein den Strom ins Kasseler Netz ein. Beide Umspannwerke werden von der Tochter Netz + Service GmbH betrieben.

### Fernwärme
Das Fernwärmenetz mit einer Trassenlänge von 181,8 km versorgt 2.215 Anschlussstellen mit insgesamt 12.129 Wärmezählern in Kassel mit einer Anschlussleistung von 445,4 MW. An mehreren Standorten im Kasseler Stadtgebiet wird die Fernwärme erzeugt. Das Fernwärmekraftwerk Kassel sowie das Kombi-Heizkraftwerk befinden sich in der Dennhäuser Straße und das Müllheizkraftwerk befindet sich in Am Lossewerk. Dazu kommen zwei Heizwerke, das Heizwerk Losse am Standort des Müllheizkraftwerks und das Heizwerk Brückenhof in der Theodor-Haubach-Straße. Sie alle speisen die Fernwärme dort in das geschlossene Netz ein. Auf Grund seines geringen CO2-Anteils und des guten Primärenergiefaktors spielt Fernwärme eine große Rolle im Rahmen der Klimaschutzbestrebungen der Stadt Kassel. Auf Grund der strategischen Ausrichtung sind zielgerichtete Neuanschlüsse von Fernwärmekunden geplant.
Am Fernwärmekraftwerk Kassel wird seit Anfang 2015 der Versuchsbetrieb einer Klärschlammverbrennung. Die Dauergenehmigung wurde Januar 2016 erteilt.

### Elektromobilität
In den letzten Jahren wurde konsequent eine flächendeckende Ladeinfrastruktur in Nordhessen aufgebaut. Inzwischen sind 51 Ladeplätze realisiert, davon allein 25 in Kassel. Das Unternehmen beschaffte zwischenzeitlich 9 E-Mobile. Für die kommenden Jahre ist Einrichtung von E-Mobilpunkten in Kassel und Umland geplant. Dabei sollen die Ladekarten, die das „auftanken“ der E-Mobile an den Ladesäulen ermöglichen, zu Multifunktionskarten umgewandelt werden. Seit 2012 partizipiert das Unternehmen an dem Forschungsprojekt „FREE“ zur Integration von E-Carsharing in den ÖPNV. Für die kommenden Jahre sind Produktentwicklungen sowie Implementierungen zum Flotten-/Mobilitätsmanagement für Firmen unter Einbeziehung von E-Autos und E-Bikes geplant.

### Energiewende Nordhessen – Konzepte / Studien
Seit 2012 werden Studien durchgeführt, wie die von der Bundesregierung vorgegebenen Ziele zur Energiewende regional umgesetzt werden könnten. Dabei sind drei Studien mit unterschiedlichen Schwerpunkten entstanden, die die das Unternehmen in Kooperation mit verschiedenen Partnern (Universität Kassel, Fraunhofer IWES bzw. SUN) durchführte. Quintessenz der Studien ist, dass es möglich ist, bei entsprechenden Investitionen unter Ausnutzung aller vorhandenen Flächenpotentiale eine Überdeckung des Strombedarfs mittels dezentraler, erneuerbarer Erzeugungstechnologien in der SUN-Region zu erzielen. Bei einer technischen und ökonomischen Verknüpfung des regionalen Strom- und Wärmemarktes ergibt sich in der SUN-Region ein jährliches Wärmeerzeugungspotential von ca. 120 Prozent, vorausgesetzt, dass bis 2050 eine Ansenkung des Endenergieverbrauchs für die Wärmeerzeugung um ca. 50 Prozent bezogen auf 2011 realisiert wurde. Aufbauend auf den beiden Studien „Energiewende Nordhessen – Szenarien für den Umbau der Stromversorgung auf eine dezentrale und erneuerbare Erzeugungsstruktur“ und „Energiewende Nordhessen – technische und ökonomische Verknüpfung des regionalen Strom- und Wärmemarktes“ wurde der regionale Verkehrssektor im Gebiet der SUN-Region untersucht, um Möglichkeiten heraus zu kristallisieren, dass neben dem Strom- und Wärmemarkt auch der Verkehrsmarkt mit regionalen, erneuerbaren Energien versorgt werden kann.
Eine 2016 durchgeführte Studie zur regionalen Wertschöpfung in der Windindustrie kommt zu dem Ergebnis, dass ein von regionalen Akteuren unter Beteiligung von Bürgerenergiegenossenschaften und kommunalen Partnern entwickelter Windpark im Vergleich zu externen Projektierern die regionale Wertschöpfung um das achteinhalb Male stärkt.

## Gesetzliche Stromkennzeichnung
Nach § 42 EnWG zur Stromkennzeichnung sind alle Energieversorgungsunternehmen in Deutschland verpflichtet, die Herkunft des von ihnen gelieferten Stroms anzugeben. Für die Städtischen Werke ergeben sich folgende Werte für das Jahr 2015 für die Kunden, die das Produkt „Naturstrom“ beziehen sowie Gewerbekunden:
| Stromkennzeichnung                  | Stromkennzeichnung            | Stromkennzeichnung                       | Stromkennzeichnung |
|                                     | bundesweiter Durchschnitt [%] | Städtische Werke AG, Kassel (Gesamt) [%] | Naturstrom [%]     |
| ----------------------------------- | ----------------------------- | ---------------------------------------- | ------------------ |
| Kernenergie                         | 15,4                          | 3,1                                      | 0,0                |
| Kohle                               | 43,8                          | 13,2                                     | 0,0                |
| Erdgas                              | 6,5                           | 0,9                                      | 0,0                |
| Sonstige fossile Energieträger      | 2,5                           | 0,3                                      | 0,0                |
| Erneuerbare Energien(EEG-gefördert) | 28,7                          | 40,6                                     | 45,5               |
| sonstige Erneuerbare Energien       | 3,1                           | 41,9                                     | 54,5               |
| Radioaktiver Abfall [mg/kWh]        | 0,4                           | 0,1                                      | 0,0                |
| CO2-Emissionen [g/kWh]              | 476                           | 143                                      | 0,0                |